# قائمة الكوريين الحاصلين على جائزة نوبل

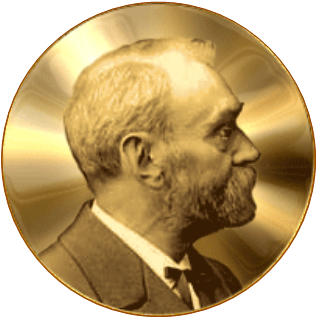
شعار جائزة نوبل.

هذه هي قائمة بأسماء الحائزين على جائزة نوبل والذين هم إما من أصل كوري أو ولدوا في كوريا.

## الحائزين على الجائزة
المواطنين الكوريين
فيما يلي قائمة بأسماء المواطنين الكوريين الحائزين على جائزة نوبل.
| السنة | الحائز على جائزة | الحائز على جائزة | المجال | الحياة    | سبب الفوز | مكان الولادة                       |
| ----- | ---------------- | ---------------- | ------ | --------- | --- | ---------------------------------- |
| 2000  |                  | كم داي جنغ       | السلام | 1925–2009 | "لعمله من أجل الديمقراطية وحقوق الإنسان في كوريا الجنوبية وكانت في شرق آسيا بشكل عام، ومن أجل السلام والمصالحة مع كوريا الشمالية بشكل خاص " | موكبو, كوريا (كوريا الجنوبية الآن) |

## أسماء الأشخاص الحائزين على الجائزة والذين لايحملون الجنسية الكورية ولكن ولدو في كوريا
| السنة | الإسم         | المجال   | سنة الميلاد | مكان الميلاد                        | الانتماء في وقت جائزة     |
| ----- | ------------- | -------- | ----------- | ----------------------------------- | ------------------------- |
| 1987  | تشارلز بيدرسن | الكيمياء | 1904        | بوسان, كوريا ( الآن كوريا الجنوبية) | دو بونت, الولايات المتحدة |